# Yu Tao
Yu Tao (chinesisch 于濤 / 于涛, Pinyin Yú Tāo; * 15. Oktober 1981 in Shanghai) ist ein ehemaliger chinesischer Fußballspieler.

## Karriere

### Verein
Yu Tao begann seine Karriere bei Shanghai Cable 02, nachdem der Verein von Shanghai Shenhua übernommen wurde, wurde Yu zur Saison 2002 in die erste Mannschaft aufgenommen, wo er 24 Spiele bestritt und vier Tore erzielte. In der folgenden Saison wurde er ein wichtiger Spieler der Mannschaft, da er flexibel einsetzbar war und mehrere Positionen im Mittelfeld spielen konnte, außerdem konnte er seiner Mannschaft zum Gewinn der Meisterschaft verhelfen. Über die Jahre war Yu trotz mehrerer Trainerwechsel festes Bestandteil der Mannschaft. Mit 255 Einsätzen ist Tao vereinsinterner Spieler mit den meisten Einsätzen.
Am 20. Dezember verließ Yu seinen Verein nach zehn Jahren ablösefrei und unterschrieb einen Vertrag bei Shanghai Shenxin.

### Nationalmannschaft
Seine guten Leistungen für Shangha Shenhua während der Saison 2002 brachten Yu eine Berufung in die Nationalmannschaft ein. Seitdem bestritt er elf Länderspiele.

## Erfolge
- Chinesischer Meister: 2002